# Helmersplantsoen
Het Helmersplantsoen is een plantsoen/parkje (meer een groenstrook) aan de Eerste Helmersstraat, Amsterdam-West.

## Geschiedenis en ligging
De Helmersstraten kregen hun naam in de jaren tachtig van de 19e eeuw. Het plantsoen kreeg haar naam pas een eeuw later, op 3 april 1985. Alle zijn vernoemd naar Jan Frederik Helmers. Het plantsoen kreeg pas toen haar naam vanwege de sluiting van het Wilhelminagasthuis en de daarop volgende aanpassingen in de terreinen en omgeving. Op het plantsoen lag tot 1985 de centrale toe- en afrit (poortgebouw) van het ziekenhuiscomplex. Ook in de 21e eeuw dient het als toe- en uitgang tot de terreinen van het voormalige ziekenhuis.

## Gebouwen
Aan het plantsoen staat maar één gebouw. Het is het voormalige hoofdgebouw en poort van genoemd ziekenhuis; het is sinds november 2002 een rijksmonument. Na het verlaten door het ziekenhuis van het complex ten faveure van het complex van het Academisch Medisch Centrum kreeg het gebouw drie straatnamen als adres: Marius van Bouwdijk Bastiaansestraat, Anna Spenglerstraat en dus Helmersplantsoen. Die huisnummers hebben hun ingang aan de achterzijde; aan het Helmersplantsoen is geen ingang (behalve de oude poort).

## Kunst
In de hal van de poort is in 1990 een titelloze muurschildering aangebracht. De kunstenaar in kwestie is Jeanine van Pinxteren, die tussen 1975 en 1980 gestudeerd heeft aan de Gerrit Rietveldacademie, maar uiteindelijk koos voor een loopbaan in de stads/stadsdeelpolitiek voor Groen Links, van stadsdeelvoorzitter tot dagelijks bestuurder. De muurschildering geeft een zuilengang weer; die denkbeeldige zuilengang staat dan haaks op de daadwerkelijke zuilengang van de poort.